# Malacosoma alpicola
Malacosoma alpicola är en fjärilsart som beskrevs av Otto Staudinger 1870. Malacosoma alpicola ingår i släktet Malacosoma och familjen ädelspinnare. Inga underarter finns listade i Catalogue of Life.

## Bildgalleri

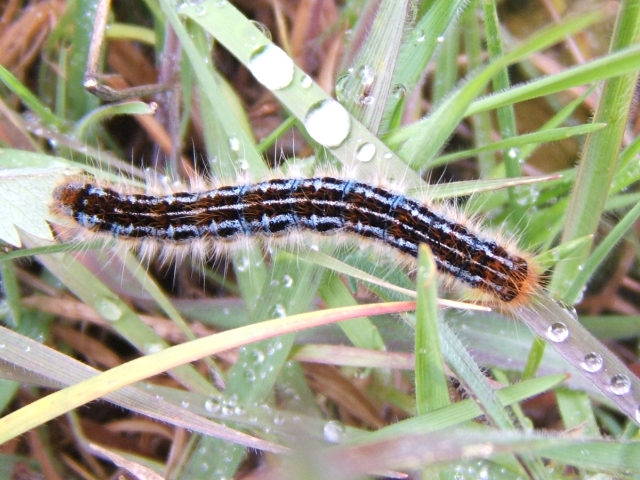
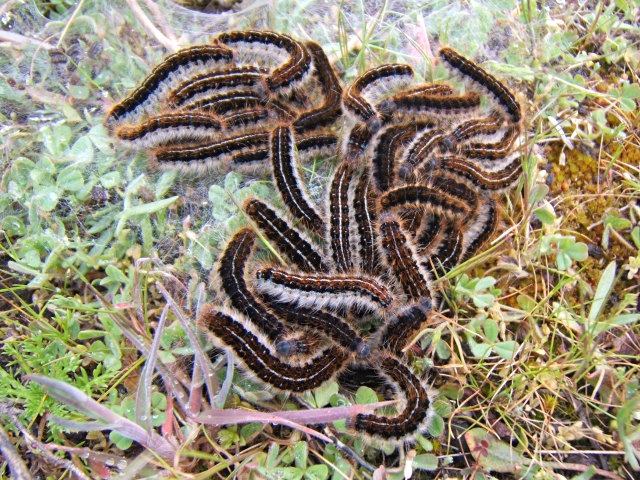
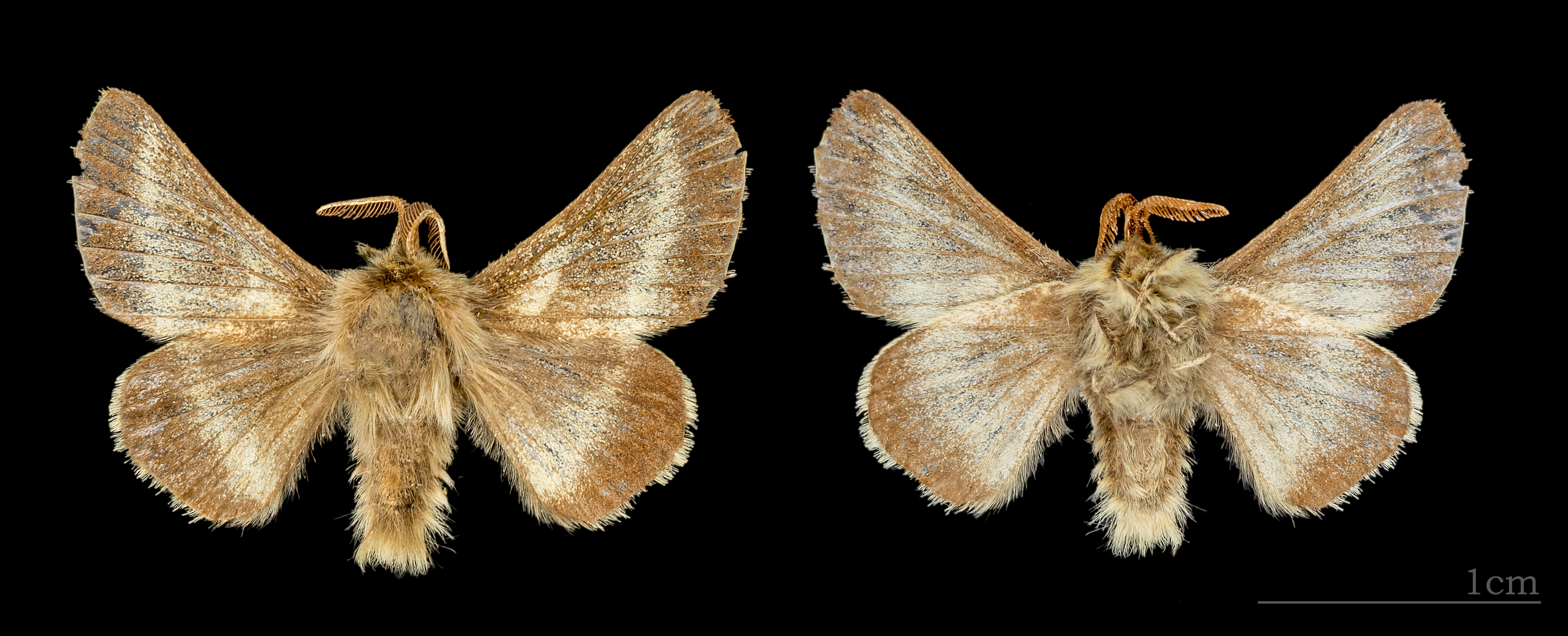